# Oecleus capitulata
Oecleus capitulata är en insektsart som beskrevs av Van Duzee 1912. Oecleus capitulata ingår i släktet Oecleus och familjen kilstritar. Inga underarter finns listade i Catalogue of Life.